# Àguila pomerània
L'àguila pomerània (Clanga pomarina) és un ocell rapinyaire de la família dels accipítrids (Accipitridae). Cria en Europa central o oriental i passa l'hivern a l'Àfrica oriental. El seu estat de conservació es considera de risc mínim.

## Morfologia
- Àguila de mitjana grandària que fa uns 60 cm de llargària, amb una envergadura de 150 cm.
- Color general marró, amb el cap i les cobertores alars una mica més clares que la resta.
- Cap i bec petits per a una àguila. És molt semblant a l'àguila cridanera, però més clara, menor i amb el bec més petit.

## Hàbitat i distribució
Cria en boscos a prop de zones obertes, des de la part oriental d'Alemanya i Hongria, cap a l'est fins als límits occidentals de Rússia, i cap al sud per Grècia, Turquia, la zona caucàsica i l'Iran. Passa l'hivern a l'Àfrica oriental, des del Sudan fins al nord de Sud-àfrica. Als Països Catalans es cità per primera vegada a Menorca el 1997. També va criar sense èxit en un sector forestal de la Catalunya central el 2011.

## Alimentació
Caça petits mamífers terrestres, però també rèptils, ocells i insectes.

## Reproducció
Fa grans nius als arbres, on ponen 1 - 3 ous blancs amb taques. Els joves naixen amb alguns dies de diferència uns dels altres, el que fa que normalment únicament un d'ells tire endavant.

## Sistemàtica
Aquila hastata que era considerada una subespècie de Aquila pomarina, s'ha separat recentment basant-se en diferències morfològiques, ecològiques, conductuals i genètiques. Avui hom considera que aquesta espècie està en realitat més prop de l'àguila cridanera amb la que tindria un avantpassat comú fa uns 2 milions d'anys, mentre la separació de A.hastata tindria lloc fa 3,4 milions d'anys.